# كارلو بونتي
كارلو فورتوناتو بيترو بونتي الأب (بالإيطالية: Carlo Fortunato Pietro Ponti Sr.)‏ (مواليد 11 ديسمبر 1912 - 10 يناير 2007) كان منتج أفلام إيطالي مع أكثر من 140 إنتاجًا لصالحه. كان زوج نجمة السينما الدولية صوفيا لورين.

## وصلات خارجية
- كارلو بونتي على موقع IMDb (الإنجليزية)
- كارلو بونتي على موقع مونزينجر (الألمانية)
- كارلو بونتي على موقع ألو سيني (الفرنسية)
- كارلو بونتي على موقع قاعدة بيانات الأفلام السويدية (السويدية)
- كارلو بونتي على موقع إن إن دي بي (الإنجليزية)
- كارلو بونتي على موقع قاعدة بيانات الفيلم (الإنجليزية)
- كارلو بونتي على موقع كينوبويسك (الروسية)